# 소연포초도
소연포초도(小蓮浦草島)는 전라남도 해남군 북평면에 있는 섬이다. 특정도서로 지정하여 관리되고 있다.

## 특정도서
소연포초도는 특이경관(피라미드형) 및 육계사주가 존재하고, 중백로, 칼새, 왜가리가 서식하고 있어 독도 등 도서지역의 생태계보전에 관한 특별법에 의거 특정도서로 지정되었다.
- 지정번호 : 제75호
- 면적 : 1,587m2
- 지번 : 전라남도 해남군 북평면 평암리 산174

## 참고 문헌
- (1999)전국무인도서 자연환경조사 : 전라남도 해남 / 환경부. 환경부, 2000. 보관됨 2018-08-11 - 웨이백 머신